# 홍성군과 태안군 등 간의 권한쟁의
홍성군과 태안군 등 간의 권한쟁의(사건번호:2010헌라2)는 천수만의 관할구역을 놓고 홍성군과 태안군이 벌인 권한쟁의심판 헌법재판소 판례다.

## 배경
서산군에서 태안군이 분군될 때 천수만 한가운데에 있는 죽도를 홍성으로 편입하면서 분쟁이 야기되었다. 특히 죽도보다 조금 서쪽에 있는 상팔어장을 놓고 분쟁이 생겼다.